# Pietro Pianta
Pietro Pianta (Pontelongo, 2 ottobre 1940 – Garbagnate Milanese, 18 gennaio 2015) è stato un allenatore di calcio e calciatore italiano, di ruolo portiere.

## Carriera

### Giocatore

Pianta (a sinistra) e il collega Bruno Bonollo al Padova nella stagione 1964-1965

Comincia a muovere i primi passi nella squadra del Pontelongo. Successivamente viene convinto a sottoporsi ad un provino per gli Allievi del Padova.
A vent'anni è partito volontario per il servizio militare ed ha continuato a giocare nella squadra delle Fiamme Oro, in Serie D. Scala le categorie grazie al passaggio all'Anconitana prima ed al ritorno al Padova poi, con cui debutta in Serie B. L'anno successivo si trasferisce al Cagliari, con cui gioca per quattro anni, tre dei quali in Serie A (esordio in Serie A il 26 dicembre 1965 in Cagliari-Lanerossi Vicenza (3-0).).
Con i cagliaritani Pianta ha anche una esperienza nel campionato nordamericano organizzato nel 1967 dalla United Soccer Association e riconosciuto dalla FIFA, in cui i sardi giocarono nelle vesti del Chicago Mustangs, ottenendo il terzo posto nella Western Division.
Dopo una parentesi al Mantova, veste la maglia del Lanerossi Vicenza, dove è curiosamente ricordato anche per aver subito uno dei gol più belli del suo ex compagno Gigi Riva, in rovesciata. Successivamente milita nelle file dell'Atalanta, sempre nel massimo campionato. In Milan-Atalanta (9-3) del 1972, dopo avere subito il settimo gol milanista, in preda ad una crisi di nervi, si avvicinò alla propria panchina facendosi sostituire.
Termina la carriera in Serie C alla Cremonese. In carriera ha totalizzato complessivamente 105 presenze in Serie A e 47 in Serie B.

### Allenatore
Terminata la carriera da giocatore, inizia quella da preparatore dei portieri nella Cremonese. Successivamente, dopo un corso per allenatori, è stato ingaggiato dal Como sempre come preparatore di portieri.

## Onorificenze
- L'Amministrazione Comunale di Pontelongo nel 1965 gli ha conferito una medaglia d'oro e, nel 2003, lo ha nominato Cittadino Onorario.[2]